# Wang Zhenyi
Wang Zhenyi (王貞儀T, 王贞仪S, Wáng ZhēnyíP; 1768 – 1797) è stata un'astronoma, matematica e poetessa cinese.

## Biografia
Wang Zhenyi nacque in una famiglia di studiosi della contea di Tianchang, nella provincia dell'Anhui, che in seguito si trasferì nell'odierno distretto di Jiangning, presso Nanchino. La giovane apprese l'astronomia da suo nonno Wang Zhenfu (?-1782), la poesia da sua nonna Wang Dong e la geografia, la medicina e la matematica da suo padre Wang Xichen, autore della raccolta di ricette mediche Yifang yanchao.
Wang Zhenyi sposò Zhan Mei, anch'egli proveniente da una famiglia di studiosi, il ché la spinse a dedicarsi agli studi per tutta la vita. La sua grande competenza in merito alla poesia, alla matematica e all'astronomia la resero molto popolare a tal punto da essere richiesta come insegnante per studiosi uomini. Da autodidatta lesse molti libri come annuali astronomici, libri di aritmetica come lo Jiǔzhāng Suànshù e il Zhoubi Suanjing, e le opere del matematico della dinastia Qing Mei Wending. La sua vasta conoscenza è testimoniata dalla sua opera postuma intitolata Defengting chuji.
Lo Xuzuan Jiangning fuzhi (La gazzetta della Prefettura di Jiangjing) del 1880 le attribuisce 6 libri di astronomia e di matematica, nessuno dei quali è sopravvissuto ai giorni nostri. La raccolta Defengting chuji comprende le prefazioni di altre tre opere e 10 scritti sull'astronomia e sulla matematica. Secondo quanto raccolto, le sue opere non erano altro che recensioni di altri studiosi del passato e non trattavano sue ricerche originali. Oltre a ciò, la raccolta comprende anche componimenti poetici (shi, ci e fu) caratterizzati dall'assenza di tratti femminili. La prima edizione del Defengting chuji venne pubblicata nei primi anni della Repubblica di Cina come quarto capitolo (juan) della raccolta Jinling congshu ("Raccolta di opere dell'area di Nanchino") curata da Weng Changsen (1857-1914) e Jiang Guobang (1893-1970).
A Wang Zhenyi è stato intitolato l'omonimo cratere su Venere.